# Homoneura prolata
Homoneura prolata är en tvåvingeart som beskrevs av Kim 1994. Homoneura prolata ingår i släktet Homoneura och familjen lövflugor. Inga underarter finns listade i Catalogue of Life.